# Эльфволд II (король Нортумбрии)
Эльфволд II (англ. Ælfwald II; умер в 808) — король Нортумбрии в 806—808 годах.

## Биография
Эльфволд II захватил престол Нортумбрии в 806 году, свергнув Эрдвульфа. Правил два года, но затем скончался. Историчность Эльфволда II подтверждается небольшим количеством сохранившихся отчеканенных в его правление монет. После его смерти власть над Нортумбрией снова получил Эрдвульф.